# Ebla
35°47′53″N 36°47′52″Ø / 35.79806°N 36.79778°Ø
Ebla er en oldtidsby i det moderne Syrien i dag kaldet Tell Mardikh omkring 55 kilometer sydvest fra storbyen Aleppo.
Byen er især kendt for dets arkiv/bibliotek:
Udgravninger, der påbegyndte i 1964, har afsløret omkring 20.000 lertavler med kileskrift fra den tidlige bronzealder omkring 2.500 f.Kr.
Lertavlerne er skrevet på "eblaitisk" der som et vestsemitisk sprog er relateret mere til hebræisk og arabisk end akkadisk — sproget i Mesopotamien.
Den nære forbindelse til nutidens sprog og Eblas kileskrift lån af sumeriske tegn, der allerede var forstået, har ført til at kyndige kan læse lertavlerne.
De fleste af lertavlerne er data for husdyr, tekstil- og metalindustri, udenlandshandel, tempelofringer og andre statslige transaktioner.
Nogle få andre lertavler indeholder lovmæssige tekster (f.eks. officielle breve, dekreter, traktater), skoleopgaver og den mesopotamiske myten om Gilgamesh.
Tilsammen vidner lertavlerne om en stor civilisation der kunne matche Mesopotamien.
Ebla er også speciel ved at store mængder træstykker er bevaret.
Mange af disse har været ornamentering af møbler med illustrationer af løver og krigere.
De fleste fund fra Ebla findes på museet i byen Idlib nordvest for byen.